# Skelley Buys a Hotel
Skelley Buys a Hotel è un cortometraggio muto del 1914 scritto e diretto da Eddie Dillon (Edward Dillon).

## Produzione
Il film fu prodotto dalla Biograph Company.

## Distribuzione
Distribuito dalla General Film Company, il film - un cortometraggio di 150 metri - uscì nelle sale cinematografiche statunitensi il 9 febbraio 1914. Nelle proiezioni, veniva programmato con il sistema dello split reel, accorpato in un'unica bobina con un altro cortometraggio prodotto dalla Biograph, la commedia One Thousand to One Shot.
Non si conoscono copie ancora esistenti della pellicola che viene considerata presumibilmente perduta.